# تشنارستان العليا (سررود الجنوبي)
تشنارستان العلیا (بالفارسية: چنارستان علیا) هي قرية تقع في إيران في قسم سررود الجنوبي الريفي. يقدر عدد سكانها بـ 310 نسمة بحسب إحصاء 2016.